# Gary Thomas Rowe
Gary Thomas Rowe Jr. (13 août 1933 - 25 mai 1998), connu dans le programme de protection des témoins sous le nom de Thomas Neil Moore, est un informateur rémunéré et un agent provocateur du FBI. En tant qu'informateur, il a infiltré le Ku Klux Klan pour le surveiller et le perturber, et a incité à la violence dans le cadre du projet COINTELPRO du FBI. Rowe a été accusé d'avoir participé et aidé à planifier des activités violentes du Klan contre des Afro-Américains et des groupes de défense des droits civiques. 
De 1965 jusqu'à sa mort, Rowe est une figure de controverse récurrente après avoir témoigné contre des camarades Klansmen accusés d'avoir tué Viola Liuzzo. D'autres actes violents dont il a été accusé, et parfois reconnu avoir planifié et perpétré, incluent l'attaque contre les Freedom Riders et l'attentat à la bombe de la 16e rue. Le FBI lui a accordé l'immunité et il n'a jamais été reconnu coupable d'actes répréhensibles. Rowe a confirmé bon nombre de ces accusations dans son autobiographie de 1976, My Undercover Years with the Ku Klux Klan, et dans des aveux et des témoignages rendus au Sénat américain. 

## Recrutements par le FBI et le Ku Klux Klan
Rowe est recruté par l'agent spécial du FBI Barrett G. Kemp en avril 1960. Le FBI découvre que le Klan tentait de recruter Rowe, un homme connu pour son travail avec l'ATF et qui cherchait une carrière dans l'application des lois.   
En 1975, devant le comité sénatorial, Rowe dit que le FBI connaissait mais ne tenait pas compte de sa participation aux attaques violentes contre les Afro-Américains et qu'il était également chargé de provoquer des frictions au sein du KKK en entretenant des relations sexuelles avec les femmes de certains Klansmen. 
Rowe a infiltré avec succès Eastview Klavern 13, le chapitre le plus violent du Ku Klux Klan de l'histoire américaine, en mai 1960. Il commence à recevoir des paiements du FBI pour « services rendus » et le directeur du FBI J. Edgar Hoover approuve personnellement ces paiements.
Les paiements que Rowe a reçus du FBI variaient entre 80 $ et 250 $ avec les frais supplémentaires. 

## Participation au Ku Klux Klan

### Attaque contre les Freedom Riders
En 1961, Gary Thomas Rowe aide à planifier et mener une violente attaque contre les Freedom Riders à Anniston, en Alabama. Il travaille avec le Police Commissioner de Birmingham, Bull Connor et le sergent de police Tom Cook (un fervent partisan du Ku Klux Klan) pour organiser la violence contre les Freedom Riders avec les sections locales du Ku Klux Klan. Ils assurent à Rowe que la foule aurait 15 minutes pour attaquer le bus avant toute arrestation.
Rowe a admis avoir utilisé une batte de baseball lors de l'attaque dans laquelle la foule attaque le bus transportant les Freedom Riders dans une gare routière à Anniston le 14 mai, Fête des Mères. Ils entaillent les pneus et mettent le feu au bus avec les Freedom Riders toujours à l'intérieur. La foule d'agresseurs ferme les portes, dans l'intention de laisser le groupe pacifique brûler vif. Alors que les Freedom Riders sortaient du bus, ils sont violemment battus par la foule et beaucoup ont dû être transportés dans des hôpitaux qui ont refusé de les soigner.
Bien qu'il y ait eu la présence des patrouilleurs de l'État pendant l'incident et qu'ils aient émis des coups de semonce, ils ont très peu fait pour protéger les Freedom Riders contre les brûlures et les coups. La majorité des Freedom Riders interceptés à Anniston ont subi de nombreuses blessures mettant leur vie en danger soit à cause des coups infligés par le Ku Klux Klan, soit à cause d'une exposition prolongée aux fumées du bus détruit, et ont été envoyés à l'Anniston Memorial Hospital. Lorsqu'une ambulance est arrivée, certains des Freedom Riders noirs se sont vu refuser le trajet jusqu'à l'hôpital par le chauffeur jusqu'à l'intervention de plusieurs Freedom Riders blancs blessés. Lorsque les Freedom Riders sont arrivés à l'hôpital, il n'y avait pas de médecin, seulement des infirmières. On leur a finalement refusé de recevoir des soins médicaux car ils ont « provoqué une agitation » en amenant la foule blanche à l'hôpital. Même si Gary Thomas Rowe a informé le FBI trois semaines avant que l'attaque contre les Freedom Riders allait se produire, ils ont décidé de ne pas intervenir mais seulement de demander ce qui était arrivé à Geneviève Hughes qui é déclaré « quand je me suis réveillé, l'infirmière m'a demandé si je pouvais parler avec le FBI. L'homme du FBI ne se souciait pas de nous ».
Les Freedom Riders ont de nouveau été attaqués par le KKK à Birmingham. Et encore une fois, Gary Thomas Rowe a joué un rôle central et avec l'aide du commissaire Bull Connor. Ils ont utilisé des tuyaux en fer, des battes de baseball et des chaînes de bicyclette pour battre les Freedom Riders en sortant du bus.

### Attentat de l'église baptiste de la16erue
En 1963, Gary Thomas Rowe a peut-être aidé à perpétrer l'attentat à la bombe de l'église baptiste de la 16e rue qui a tué quatre jeunes filles. L'un des Klansmen finalement condamné pour le crime, Robert E. Chambliss, a déclaré que Rowe avait posé la bombe. Rowe, qui avait des connaissances au sujet de la dynamite, avait échoué à deux reprises aux tests polygraphiques lorsqu'il a été interrogé sur sa possible implication dans l'attentat à la bombe, selon les dossiers d'enquête. Pour cette raison, le FBI et l'accusation n'ont pas utilisé Rowe comme témoin dans le procès de Chambliss.

### Meurtre de Viola Liuzzo
En 1965, Rowe a été impliquée dans le meurtre de la militante des droits civiques Viola Liuzzo alors qu'elle revenait des marches de Selma à Montgomery avec d'autres militants. Rowe était dans la voiture avec trois autres Klansmen alors qu'ils poursuivaient la voiture de Viola après avoir vu un homme noir sur le siège passager. Ils se sont arrêtés à côté de sa voiture et l'ont abattue. Rowe a donné ce témoignage devant le tribunal lors de son témoignage contre les trois autres Klansman: Collie Leroy Wilkins Jr., William Orville Eaton et Eugene Thomas.

## Épilogue
Après que Rowe ait témoigné contre son collègue Klansman dans l'affaire Luizzo en 1965, Rowe a été transféré à Savannah, en Géorgie, sa ville natale, où il a travaillé pour les US Marshals et pour une société de sécurité privée. Pour le reste de sa vie, Rowe serait une figure très controversée. Cependant, il n'a jamais été reconnu coupable d'acte répréhensible. 
Rowe réapparaît en 1975 devant un comité du Congrès. Portant une capuche en coton qui ressemblait à la coiffe du Klan pour cacher sa nouvelle identité, Rowe a déclaré au comité sénatorial que le FBI avait connu et approuvé sa violence contre les Noirs. Il a déclaré que le FBI n'avait rien fait pour arrêter la violence, même lorsqu'il leur avait donné un avertissement préalable. 
En 1978, Rowe avoue avoir tué un homme noir inconnu dans une émeute avec une arme à feu, un crime non divulgué auparavant. En faisant ces aveux, l'une des notes d'enquête suggère que Rowe pourrait avoir négocié une immunité générale pour tout ce qui s'est produit alors qu'il était un informateur.
En 1979 son autobiographie est adaptée dans le film de télévision de la NBC Undercover with the KKK avec Don Meredith dans le rôle de Rowe. 
À 64 ans, Gary Thomas Rowe Jr décède d'une crise cardiaque le 25 mai 1998 à Savannah, en Géorgie. Il est enterré sous le nom de Thomas Neil Moore, le nom que lui a donné le Witness Protection Program. Selon Eugene Brooks, qui avait été l'avocat de Rowe, Rowe était en faillite et avait depuis longtemps divorcé de sa quatrième femme.